# Guatteria lanceolata
Guatteria lanceolata este o specie de plante angiosperme din genul Guatteria, familia Annonaceae, descrisă de Robert Elias Fries. Conform Catalogue of Life specia Guatteria lanceolata nu are subspecii cunoscute.